# Список населённых пунктов воинской доблести Орловской области

Стела «Населённый пункт воинской доблести» в селе Красное

В целях увековечения памяти российских воинов, отличившихся в сражениях, сыгравших значительную роль в истории Отечества, с 2015 года населённым пунктам Орловской области присваивается почётное звание «Населённый пункт воинской доблести» (Закон Орловской области от 6 апреля 2015 года № 1766-ОЗ «О почётном звании Орловской области «Населенный пункт воинской доблести» был единогласно принят 23 апреля 2015 года на 44-м заседании Орловского областного Совета народных депутатов). Оно является высшей степенью признательности жителей Орловщины и может быть присвоено городу (за исключением городов, имеющих звание «Город воинской славы»), посёлку городского типа, селу, деревне и иному населённому пункту Орловской области, на территории или близ которого в годы Великой Отечественной войны советские солдаты проявили мужество, стойкость и героизм, ставшие символами для поколений российских граждан. В удостоенных почётного звания населённых пунктах устанавливается стела с изображением их герба (при наличии) и текстом указа губернатора Орловской области о присвоении почётного звания этому населённому пункту, обосновывающим присвоение. В данном списке они представлены в порядке получения почётного звания. Городские населённые пункты выделены цветом.
| №  | Населённый пункт | Муниципальный район | Дата присвоения | Документ                                 |
| -- | ---------------- | ------------------- | --------------- | ---------------------------------------- |
| 1  | село Тросна      | Троснянский         | 05.05.2015      | Указ губернатора Орловской области № 235 |
| 2  | село Вяжи-Заверх | Новосильский        | 05.05.2015      | Указ губернатора Орловской области № 236 |
| 3  | село Кривцово    | Болховский          | 05.05.2015      | Указ губернатора Орловской области № 237 |
| 4  | город Ливны      | Ливенский           | 06.06.2016      | Указ губернатора Орловской области № 276 |
| 5  | село Алексеевка  | Покровский          | 06.06.2016      | Указ губернатора Орловской области № 277 |
| 6  | пгт Верховье     | Верховский          | 23.05.2017      | Указ губернатора Орловской области № 214 |
| 7  | село Протасово   | Малоархангельский   | 08.06.2017      | Указ губернатора Орловской области № 235 |
| 8  | село Красное     | Залегощенский       | 19.04.2018      | Указ губернатора Орловской области № 220 |
| 9  | пгт Кромы        | Кромской            | 15.07.2019      | Указ губернатора Орловской области № 374 |
| 10 | город Мценск     | Мценский            | 19.02.2020      | Указ губернатора Орловской области № 70  |
| 11 | село Крупышино   | Дмитровский         | 19.02.2020      | Указ губернатора Орловской области № 71  |
| 12 | село Речица      | Ливенский           | 20.07.2021      | Указ губернатора Орловской области № 362 |
| 13 | село Судбище     | Новодеревеньковский | 20.07.2021      | Указ губернатора Орловской области № 367 |
| 14 | пгт Хотынец      | Хотынецкий          | 28.07.2022      | Указ губернатора Орловской области № 380 |
| 15 | пгт Змиёвка      | Свердловский        | 28.07.2022      | Указ губернатора Орловской области № 381 |
| 16 | пгт Глазуновка   | Глазуновский        | 24.07.2023      | Указ губернатора Орловской области № 462 |
| 17 | село Борилово    | Болховский          | 24.07.2023      | Указ губернатора Орловской области № 463 |
| 18 | село Первый Воин | Мценский            | 24.07.2023      | Указ губернатора Орловской области № 465 |
| 19 | село Соборовка   | Троснянский         | 24.07.2023      | Указ губернатора Орловской области № 466 |